# Endopeptidasen
Endopeptidasen gehören wie die Exopeptidasen zu den Peptidasen. Endopeptidasen spalten enzymatisch Peptidbindungen innerhalb des Proteins. Sie sind meist sehr spezifisch für bestimmte Aminosäuren.
Beispiele sind:
- Pepsin
- Trypsin: spezifisch für Arginin und Lysin
- Chymotrypsin: spezifisch für Tryptophan, Tyrosin und Phenylalanin
- Chymosin
- Elastase

Exopeptidasen spalten dagegen Peptidbindungen am Ende des Proteins und entfernen so eine Aminosäure nach der anderen. Sie sind im Unterschied zu den Endopeptidasen nicht spezifisch für einzelne Aminosäuren, sondern besitzen oftmals eine breitere Spezifität, z. B. bevorzugt nach basischen Aminosäuren.